# Gabriel Calloet-Kerbrat
Gabriel Calloet de Querbrat (o Calloet-Kerbrat), segons la grafia bretona utilitza a vegades), va néixer en data desconeguda, entre 1616 i 1620 a Kerbrat-en-Servel, actualment al municipi de Lannion (Côtes -d 'Armor), i va morir després de 1688. Va ser un agrònom i escriptor catòlic bretó. Considerat com l'introductor a França de la idea de la millora genètica en el camp de la zootècnia a través de l'encreuament d'exemplars de bestiar amb majors aptituds. També va tenir un paper important en l'establiment d'hôpitaux généraux al segle xvii. .

## Experiments agrícoles

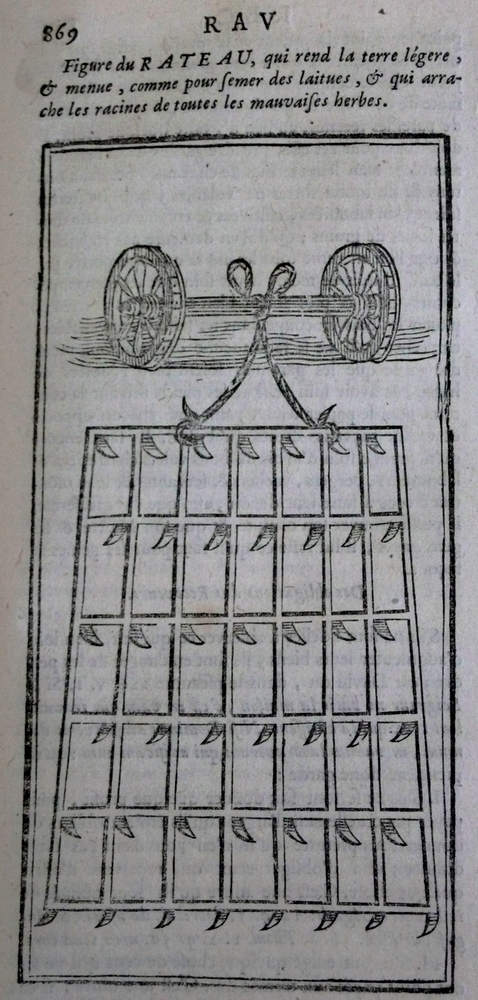
El " rascler de Calloet-Kerbrat. Placa del Diccionari Oeconòmic de Noël Chomel, edició de 1760.

Procedent de la noblesa menor de Trégor, Gabriel Calloet-Kerbrat hauria estudiat al col·legi jesuïta de La Flèche, abans de cursar estudis de dret a París. Esdevé advocat general a la Cambra de Comptes de Bretanya, a Nantes, el 21 de juliol de 1642, càrrec que va mantenir per sobreviure, probablement del seu parent Antoine Calloet. El 10 de juliol de 1646 va obtenir el càrrec d'advocat general per a la sessió de setembre, càrrec de nova creació per Lluís XIV, que ocuparia fins al 1664. Finalment, l'any 1647, esdevé conseller d'estat. La seva carrera parlamentària no ha estat mai objecte d'estudi, i per aquest període només se li pot acreditar un elogi fúnebre llatí per al cardenal Françoise de la Rochefoucauld, cap al 1645
Durant la dècada de 1650, es va dedicar a l'experimentació agronòmica a la seva finca. Li apassiona la producció de mel: experimentant en un gran hort on disposava mes de 800 arnes. Per tal d'entendre millor la seva forma de vida, va desenvolupar el primer rusc de vidre conegut, segons els texts de Virgili i altres clàssics. Però també es dedicava a la cria d'ovelles, cabres, cavalls i bovíns, i conreava segons els seus mètodes, la seva terra li aportava, segons les seves estimacions, un terç més que els seus veïns. Experimentà amb èxit l'ús de l'arrel d'hivern, és a dir, el ulex de mar, per a farratge, de la qual després esdevindrà entusiasta defensor. Els seus escrits posteriors testimonien un coneixement directe de les qüestions agrícoles, ja que de vegades utilitza un vocabulari bretó per designar determinades plantes i pràctiques. Coneixia bé la cria de cavalls, aprofitant que els bisbats bretons de Tréguier i Léon eren, en aquella època, grans exportadors de cavalls.

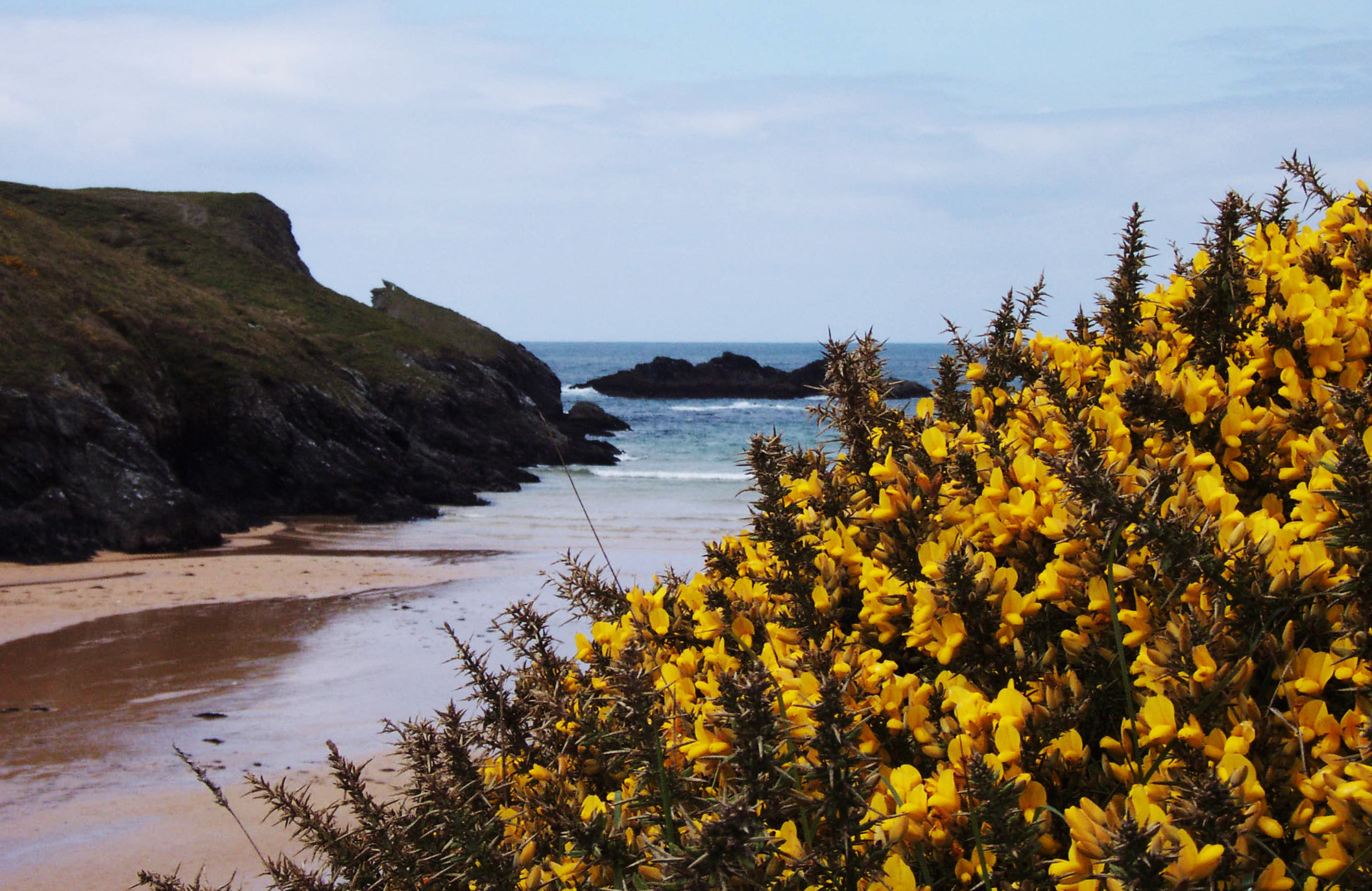
Ulex en una platja bretona. Calloet-Kerbrat havia inventat una màquina per extreure-ne el farratge.

Calloet-Kerbrat és també l'inventor d'una màquina de trituració de joncs per tal d'extreure farratge per al bestiar, sovint citada a la literatura agronòmica. Recomana especialment l'ús d'aquesta planta per als poltres nounats, però també per a vaques i ovelles. Aquesta pràctica, així com l'ús d'aquesta màquina, sembla haver-se estès a la Bretanya durant el segles XVIII. Els seus consells dietètics encara apareixen a la literatura veterinària del XIX. Entre els seus invents, cal esmentar també el seu un moble per emmagatzemar destrals i naps per alimentar el bestiar durant l'hivern. Les seves taules de dibuix es reprodueixen regularment al segle xviii, sobretot a l'obra de Charles Estienne, que n'assegura una àmplia distribució.
Amb voluntat d'experimentació consulta les autoritats antigues, principalment Aristòtil i Hipòcrates, i les modernes, tot i que desconfia dels metges, a excepció de Juan Huarte. consulta els arxius, escolta les opinions de persones competents. Així, després d'haver escoltat l'opinió de les dones del seu poble sobre l'efecte de les diferents orientacions del vent en el naixement dels galls, Calloet-Kerbrat va dur a terme experiments sobre la seva influència en la humitat dels cristalls de sal, en observacions sobre el arrissament del cabell, lliurant-se al pas d'una acusació contra el cost i la insalubritat de les perruques. D'això conclou, d'acord amb la seva teoria, que el mascle, sorgit d'una llavor calenta i seca, és afavorit pels vents del nord i de l'est. A través d'aquest procés es permet triar el pelatge d'un poltre i el color del seu pelatge, des del cobriment de l'egua fins al naixement. Aquest procés, aplicat a les ovelles, ja era utilitzat pel profeta Josuè. El seu enfocament és el de la ciència del XVII, on l'experimentació preval sobre la citació de les autoritats.

## Publicacions agrícoles

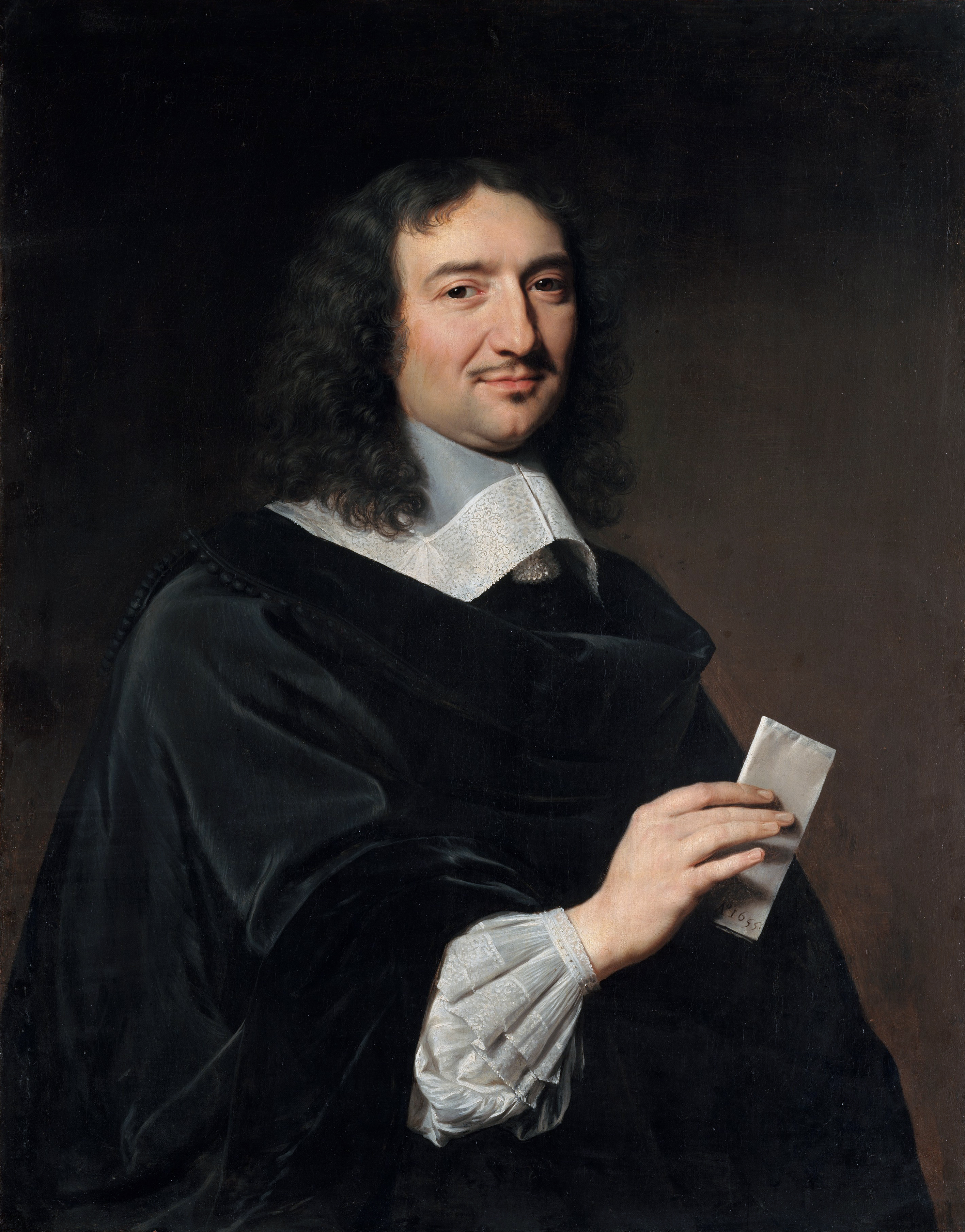
Colbert, pintat per Philippe de Champaigne el 1666, any en què Gabriel Calloet-Kerbrat li va presentar la seva obra.

Arruïnat per un judici, es va traslladar a París. Va ser allà on va publicar entre 1666 i 1680 una sèrie de fulletons sobre la millora zootècnica de cabres, ovelles, vaques i cavalls. Són textos breus, escrits en estil directe ja que, a la manera d ' Olivier de Serres, s'adreça al seu lector en termes familiars, amb tocs d'humor i nombroses referències a les seves experiències personals, així com a la cultura clàssica. Audren de Kerdrel, el seu primer biògraf, va assenyalar el to familiar amb què Calloet-Kerbrat s'adreçava a grans personatges, inclòs el rei, atribuint aquest tret de caràcter als seus orígens bretons Igualment es va poder veure la influència de les pràctiques de la Companyia du Saint Sacrement, on s'excloïa la precedència per rang.
Calloet-Kerbrat va cercar conèixer Jean-Baptiste Colbert. Diversos historiadors consideren que Calloet-Kerbrat va ser la inspiració de la política de la Intervenció General de Finances pel que fa a la millora de la ramaderia, i el mateix historiador agronòmic André Jean Bourde va escriure : " No podem tractar l'activitat de Colbert en el camp de l'agricultura sense dir alguna cosa sobre una personalitat agronòmica remarcable, Calloet-Querbrat o Calloet de Kerbrat. ». Manquen tanmateix les traces de la seva reunió, però sí que és probable, ja que la Biblioteca Nacional conserva una carta, datada el 6 de febrer de 1666, per la qual aquest sol·licita una reunió amb Colbert, per recomanació del duc de Mazarin, tinent general de Bretanya : " Per aquests cavalls, ovelles i vaques, M. le Duc Mazarin, em va demanar unes memòries, que em va dir que t'havia donat i que volies parlar amb mi. ». Es refereix als seus primers fullets, que s'acaben de publicar. Una d'elles està dedicada al ministre, que rep un exemplar especialment imprès en vitel·la, avui guardat a la Biblioteca Nacional amb aquesta dedicatòria. Calloet-Kerbrat li recorda que va ser a petició seva que va escriure aquestes memòries.
Les solucions proposades per Calloet-Kerbrat són d'inspiració colbertista. Suggereix, per exemple, enviar a cada parròquia un toro gras, per tal de creuar-lo amb les vaques locals, per tal de crear una raça més gran i fèrtil, i concedir als seus guàrdies privilegis fiscals, com es fa per als sementals a Poitou. Colbert va començar a interessar-se per la qüestió dels cavalls el 1659, i després pel bestiar el 1662. Creia en la possibilitat de millora mitjançant l'encreuament amb criadors importats, ja que es preocupava de portar sementals, moltons i bous a França. En aquest punt, està d'acord amb les idees de Calloet-Kerbrat, en contra de la idea dominant segons la qual l'animal és un simple reflex del sòl, i que els encreuaments acaben en una ràpida degeneració. En altres punts, a més, està en desacord amb el pensament de l'agrònom bretó : mentre aquest proposa la duplicació de les superfícies de pastura del regne, Colbert fa aprovar l'edicte de triatge de 1667, que atorga als senyors o el Rei el terç de les superfícies no conreades, que generalment les convertiran en terres de conreu més que en pastures. Per tant, la influència de Calloet-Kerbrat en la pràctica de Colbert és probable, però limitada.

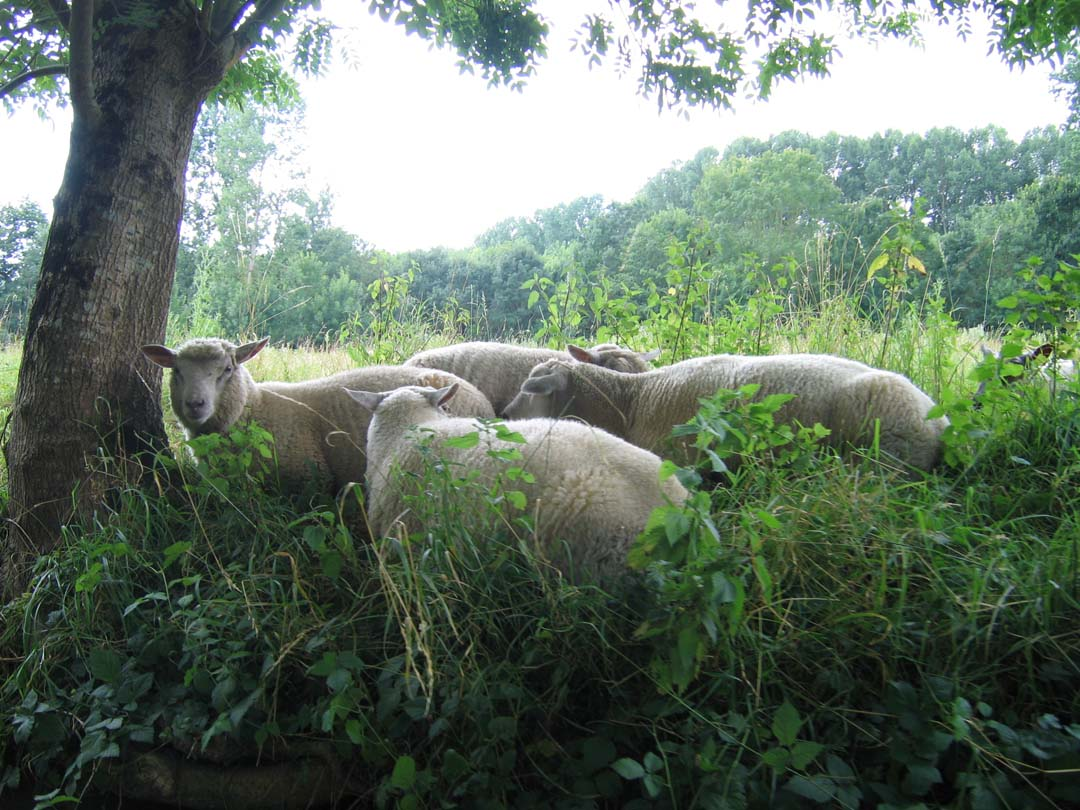
Ovelles al Marais poitevin. Calloet-Kerbrat estava interessat pels animals que portaven els holandesos que treballaven per drenar aquest pantà.

Calloet-Kerbrat, menyspreava les races locals i estava ben informat sobre els mètodes de cria del bestiar a l'estranger. Lloa les vaques del Comtat de Flandes, que els flamencs de Bradley treballant per drenar el Marais poitevin i que van importar a Poitou. Ofereix la primera descripció en francès de les ovelles angleses, i els seus fructífers encreuaments amb exemplars castellans, i també informa ovelles holandeses. Parla amb l'ambaixador de Dinamarca, país on l'agronomia estava més avançada que França, podent haver tingut un paper per donar-li a conèixer les pràctiques d'aquest país, que sovint cita com a referent.
Calloet-Kerbrat és, doncs, el primer teòric de la cria per encreuament a França. Els agrònoms renaixentistes, com el Praedium Rusticum d'Estienne (1554), la Maison rustique de Jean Liébault (1564) o el Théâtre d’agriculture d'Olivier de Serres (1600), no consideren aquesta possibilitat. D'acord amb el pensament mèdic del segle, Calloet-Kerbrat situa la seva reflexió dins el marc aristotèlic de l'oposició de calor i fred, sec i humit. De fet, aleshores s'acceptava habitualment que els animals importats de països freds degeneren quan són transportats a països càlids. L'agrònom bretó postula, per la seva banda, una calor inicial de cada espècie, vinculada al seu primer origen, i que és invariable. S'esforça per demostrar que els animals que es proposa importar, com els cavalls danesos, provenen originàriament de països càlids. En fer-ho, descarta la ja esmentada idea de l'animal com a simple reflex del sòl . Alguns autors, en particular Jacques de Solleysel, ja admetien aquesta possibilitat per als cavalls, però Calloet-Kerbrat sembla ser el primer en fer-ho extensiu als animals no nobles, com les vaques, les cabres i les ovelles. És possible la reticència, en el pensament francès del segle xvii, imaginar que aquesta possibilitat, està lligada a les estructures socials. Afirmar que els animals no nobles es poden millorar mitjançant la cria suggereix que això també podria aplicar-se als humans, cosa difícil d'acceptar fins i tot quan la ideologia aristocràtica de l'època tendia a considerar la noblesa com una raça .
Els fulletons de Calloet-Kerbrat són molt més breus que els treballs agronòmics als quals es refereixen aleshores, en una voluntat explícita de difusió àmplia. : " Quan els rics no volen fer aquests establiments, almenys haurien d'enviar aquest llibre als seus pagesos, per ensenyar-los a treure més benefici que el que obtenen del seu bestiar comú, estalviant les seves pastures a l'estiu i augmentant el seu farratge. per aquest hivern sensat i altres mitjans marqueu més amunt ». Calloet-Kerbrat hi desenvolupa un sistema agrícola complet: distribució de l'ús del sòl, elecció dels cultius i relacions entre ells. Destaca per proposar veure en la cria, no un mal necessari —segons l'expressió emprada habitualment—, sinó com una font de benefici en si mateixa. Així, proposa organitzar l'agricultura al voltant de la ramaderia, i no a l'inrevés.
Aquesta voluntat de transformació del sistema agrícola està dominada per la idea central de Calloet-Kerbrat: la lluita contra la pobresa. Considera que les seves propostes són susceptibles d'enriquir els pagesos i, per tant, de reduir la càrrega que els pesa l'impost:" la gent no està millor, per fèrtil que sigui la terra, si s'esgota per la Talla i altres subvencions sense donar-los els mitjans per obtenir algun benefici extraordinari que estudien els Estats veïns. “, va escriure, no sense cobrir-se amb l'autoritat de les confidències que li va fer el mariscal de la Meilleraye - un col·laborador proper de la Compagnie du Saint-Sacrement .
En el segle xviii, les idees de Calloet-Kerbrat van ser recollides en la literatura agronòmica, i de vegades reproduïdes íntegrament en obres sense que el seu nom aparegués sempre. S'incorporenal Dictionnaire œconomique de Noël Chomel (1708) i la Nouvelle maison rustique (1772), mentre que l'abat Henri Grégoire l'elogia en la introducció de la seva edició de les obres d'Olivier de Serres.

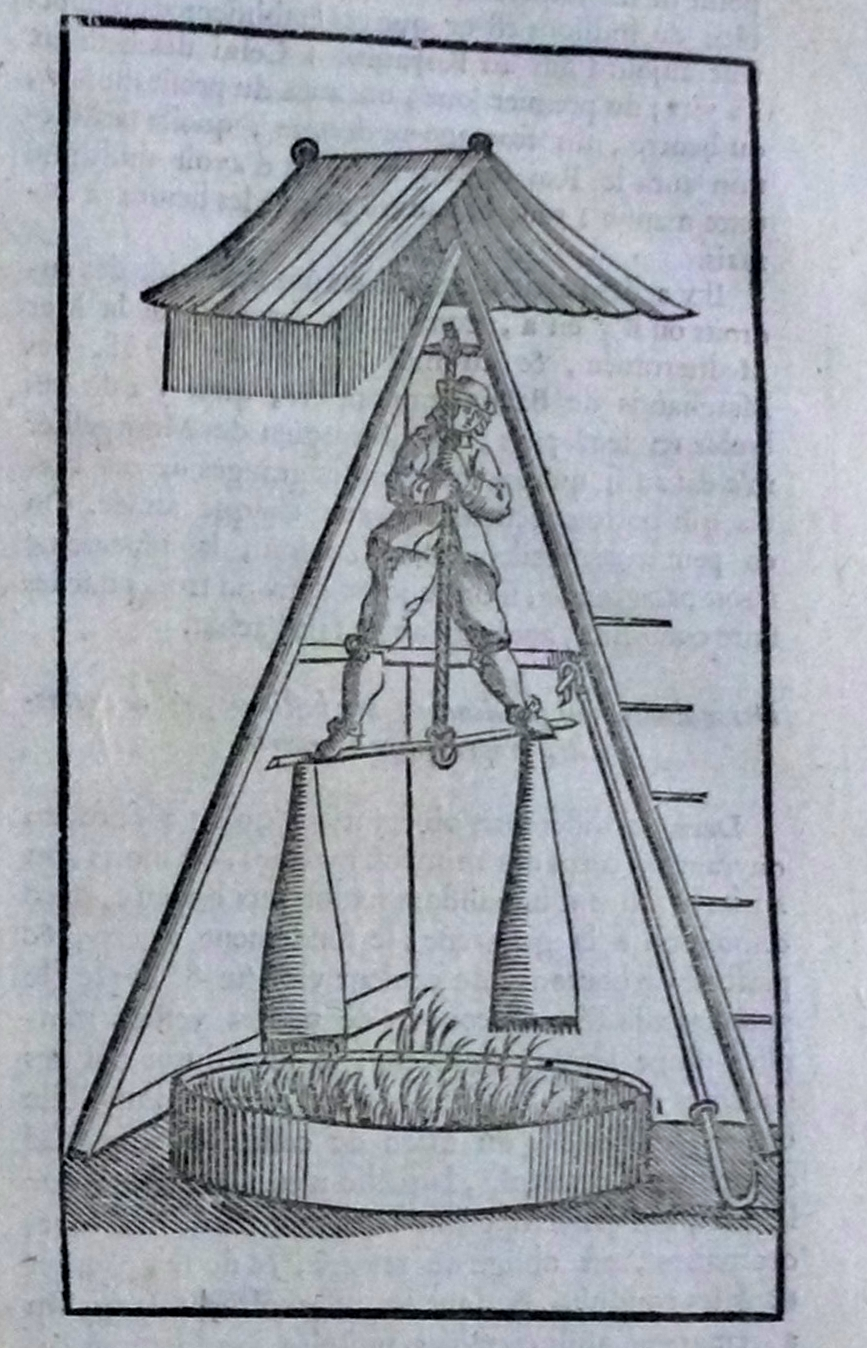
Màquina per moldre naps, inventada per Calloet-Kerbrat. Placa del Diccionari Oeconòmic de Noël Chomel, edició de 1760.

## Obra
- Epitaphius ill. card. Rupifucaldii a p. Calloet, slnd, [1645].
- Advis, on peut en France, eslever des chevaux, aussi beaux, aussi grands, & aussi bons, qu'on Allemagne, & royaumes voisins. Il y a un secret, pour faire aux belles cavales entrer en chaleur et retenir. Il y a un autre secret, pour faire que les cavales que l'on voudra, porteront des masles quasi tousjours, cela est expérimenté, & pour toute sorte d'autres animaux, chiens, pourceaux, &c... Par le sieur Querbrat Calloet, [lettre dédicatoire à Louis XIV], Paris, 1666, in-4°.
- Beaux chevaux. 1 Qu'on peut en avoir en France d'aussi beaux qu'en Espagne, Angleterre, Dannemarc... 2 Que cependant on peut tirer un tiers plus de profit qu'on ne fait de la nourriture de ceux de France. 3 Le moyen de le faire... Présenté au Roy, l'an 1666... (Par G. Calloët-Querbrat.), Paris, Veuve Langlois, 1666, 54 p.
- Moyen pour augmenter les revenus du royaume de plusieurs millions. Cela se peut, augmentant le revenu des terres, on peut faire que le bestial, produira 2. fois plus de profit qu'il ne fait. Il y a des brebis qui donnent 2. agneaux par an, & 2. fois plus de laine, & plus fine que celles de France. Il y a des vaches qui donnent aussi 2. fois plus de laict, & de beure que les nostres. Et pour les païs maigres, il y a des chevres qui ont aussi 2. fois plus de laict, & meilleur que celuy de nos communes, dont le poil est fin & bon à faire camelots, il y a de tous ces animaux en France qui ont fort bien reüssi. Si on establit ces brebis par tout, on multiplira la laine, les draps diminueront de prix. Si on establit ces vaches & ces chevres, on multiplira le laict, le beure, & le fourmage, les ouvriers vivront à meilleur marché, & tout le pauvre peuple, les manufactures qu'ils font diminueront aussi de prix. Dédié a monseigneur Colbert. Par le sieur Querbrat Calloet.., Paris, Denys Langlois le jeune, 1666, in-4°.
- Placet a Roy. Hospitals generals. Memòries del difunt M. Morangis, aquell il·lustre, benèfic i intel·ligent Conseller d'Estat que va morir l'any 1672, s'adrecen en forma de carta escrita per ell tres mesos abans de la seva mort, a un senyor Amy, que era Advocat. General, per convidar-lo a continuar la seva cura, per a l'establiment d'aquests hospitals generals a totes les ciutats del Regne, segons l'edicte verificat de 1622., 1675.
- Lettre circulaire de Calloet Querbrat, secrétaire de la Compagnie charitable de Paris, aux membres de l'Assemblée générale du Clergé de 1675, avec un placet des Confréries de la charité, une lettre du Père Chaurand S.J., une lettre d'un doyen sur les Confréries de la charité du diocèse du Mans, et des Remèdes pour les pauvres faciles & sans frais qui se peuvent faire partout, Paris, Denys Langlois, 1675.
- A Messieurs des villes et communautés de France. Lettre circulaire, s.l.s.n, [1678?].
- Pour augmenter les revenus des terres. Vaches de race indienne... Fait par M. C. Q. A. G. D. P. [Calloët-Querbrat, avocat général des pauvres], 1680.
- Avis très-important de l'avocat général des pauvres, ci-devant avocat général du roi (Calloet Querbrat, sur la question des hôpitaux et des secours à donner aux pauvres), 1683.
- A Son Éminence Mgr le cardinal Ranuzzi,... Lettre à Son Éminence, de l'avocat général des pauvres de France, ci-devant avocat général du roi. [Signé : Calloet Kbrat.], s.n.s.l, 1686, 15 p., in-4°.
- Avis très important de l'avocat général des pauvres et agent des missionnaires qui établissent les hôpitaux généraux à la Capucine, suivant les ordres du roi (Calloet Querbrat), 1688.
- Pour tirer des brebis et des chèvres plus de profit qu'on n'en tire. Brebis et chèvres de race indienne et de Barbarie / Fait par M. C. Q. A. G. D. P. [Calloët-Querbrat, avocat général des pauvres.], Paris, Veuve D. Langlois, s.d., IV-32 p., 4°.